# Хашимов, Зафар Фаррухович
Зафа́р Фарру́хович Хаши́мов, также известный как churkan и Zef, (11 декабря 1967, Зеленоград, Москва — 28 августа 2012, Москва) — популярный в Рунете блогер и журналист.

## Биография
Родился 11 декабря 1967 года в Зеленограде.
На рубеже 1990-х годов принимал активное участие в общественно-политической и культурной жизни Москвы, в различных акциях в то время с ним участвовали Игорь Виттель и другие. Утверждал, что «развалил Ленинский Комсомол».
В конце 80-х годов входил в редколлегию «подпольного» рок-альманаха «Зомби» и оргкомитет рок-фестиваля «СыРок». Считал себя по национальности персом, сообщая, что также имеет предков множества других национальностей. Интересовался зороастризмом.
В 1990-х и первой половине 2000-х годов работал в различных СМИ и PR-агентствах, принимал участие в политических кампаниях в Москве и регионах.
В 2000 году с друзьями основал литературно-публицистический сайт «Рыбка Дебиляриус», активный до 2006 года, вокруг которого сложилась специфическая субкультура. Особую популярность получила колонка Хашимова «Двухминутка ненависти».
В 2001 году завел личный блог в ЖЖ, быстро ставший крайне популярным среди интеллектуальной части аудитории площадки. Много писал на общественно-политические и бытовые темы, язвительно и, как правило, нецензурно их комментируя.
В 2002 году основал в ЖЖ сообщество otdam_darom, посвященное бесплатной отдаче ненужных вещей, у которого впоследствии появилось множество клонов и региональных аналогов. В первые годы существования сообщество входило в пятерку самых популярных в русском ЖЖ (в конце августа 2012 года находилось на 27 месте). 
Роль Хашимова в развитии русской интернет-культуры отмечается в документальной книге 2004 года «Ощупывая слона: заметки по истории русского Интернета» (автор Сергей Кузнецов). В 2008 году Хашимов был избран большинством голосовавших пользователей «кириллического ЖЖ» представителем в Наблюдательном совете ЖЖ. По выражению основателя екатеринбургского Центра гражданской журналистики Олега Дядькова, «он был одним из тех, о ком думалось „он и есть ЖЖ“».
С августа 2006 по апрель 2012 годов Хашимов работал обозревателем в новостной редакции телеканала РЕН ТВ, в 2008 году получил в составе бригады выпуска «Новости 24» премию ТЭФИ. После ухода с телевидения намеревался, в числе прочего, заняться интернет-журналистикой и программами на радио.
Утром 28 августа 2012 года на 45-м году жизни был обнаружен выпавшим с 7 этажа из окна своей квартиры в Москве. Полиция не обнаружила следов насильственной смерти.
Супруга — журналистка Ольга Шолохова (11 сентября 1973 — 23 марта 2019).